# Ballycor
Ballycor es una townland y parroquia civil (subdivisión administrativa menor) del condado de Antrim, en Irlanda del Norte (Reino Unido). Según el censo de 2011, tiene una población de 92 habitantes.
Está ubicada al noreste del país, a poca distancia al norte de Belfast y del lago Neagh, el mayor de las islas británicas.